# Die schönen Tage von Aranjuez (1933)
Die schönen Tage von Aranjuez ist eine deutsche Kriminalkomödie aus dem Jahre 1933 von Johannes Meyer  mit Brigitte Helm und Gustaf Gründgens in den Hauptrollen. Der Filmstoff basiert auf einem Bühnenstück von
Hans Székely und Robert A. Stemmle.

## Handlung
Hochstaplerin Olga gelingt es durch einen Trick einen Pariser Juwelier um eine wertvolle Perlenkette zu erleichtern. Unmittelbar darauf begibt sie sich auf die Flucht mit ihrem eleganten Sportwagen. Ihrem Komplizen gelingt es, den geschädigten Juwelier mittels eines Anrufs noch etwas aufzuhalten. Doch auf der Polizeistation wird klar, dass man auf einen Gaunertrick hereingefallen ist. Olga will in Spanien ihren Komplizen Alexander treffen, doch die Polizei ist ihr bereits auf den Fersen. In einer kleinen Ortschaft wird sie von Gendarmen erkannt, die sie auf ihren Motorrädern verfolgen. Der Schuss eines Polizisten trifft das Hinterrad ihres Wagens. Kalten Blutes springt Olga ab und lässt den Wagen in den Abgrund sausen, wo er zerschellt und verbrennt. Sie selbst bittet einen jungen Mann, sie ein Stück Weges mitzunehmen. Ingenieur Pierre willigt nur allzu gerne ein. Unterdessen ergibt die polizeiliche Untersuchung, dass nur der Wagen verbrannt ist und die Diebin also weiterhin flüchtig. Ein am Autowrack gefundener Koffer verweist auf die Herstellerfirma, ein Geschäft in Biarritz. Dort erfährt man, dass eine gewisse Gräfin Beaumont zwei solche Koffer erstanden hat. Den einen hat die Polizei, den anderen der junge Ingenieur als Überbleibsel einer schönen Segelfahrt mit der Unbekannten, die sich nach einem fingierten Streit im spanischen Hoheitsgebiet absetzen ließ. Abermals entgeht sie der Verhaftung durch die Polizei. Auch ihrem Komplizen Alexander gelingt es sich den Behörden zu entziehen. Olga alias Gräfin Beaumont verliebt sich in den jungen Ingenieur und beide verbringen zwei schöne Tage im idyllischen Aranjuez. Alexander zeigt sich über das unprofessionelle Verhalten seiner Komplizin höchst ungehalten und ruft sie zur Räson. Doch Olga ist nicht bereit ihre neue Liebe aufzugeben und geht mit Pierre, der nicht weiß, dass sie eine Verbrecherin ist, auf ein Volksfest. Alexander, der die Perlen in seinen Besitz bringen will, reist der „pflichtvergessenen“ Komplizin nach. Die Polizei ist ihm abermals auf der Fährte und diesmal gelingt es ihr, das Gaunerduo dingfest zu machen. Pierre erfährt nun die Wahrheit über seine Herzdame und bleibt allein zurück. Der Traum vom Glück ist zerplatzt.

## Produktionsnotizen
Die Dreharbeiten fanden von Juni bis August 1933 in den UFA-Ateliers Neubabelsberg statt. Die Außenaufnahmen wurden in San Sebastian gedreht.
Erich Kettelhut war gemeinsam mit Max Mellin für die Filmbauten verantwortlich. Die Herstellungsleitung wurde von Max Pfeiffer überwacht, die Aufnahmeleitung hatte Alexander Desnitzky inne. Die musikalische Leitung oblag Hans-Otto Borgmann. Gerd Karlick schrieb die Liedtexte des Tangos Du bist der Traum vom Glück und Draußen in der Welt.
Der Film passierte die Zensur am 21. September 1933 unbeanstandet und wurde mit einem Jugendverbot belegt.
Die Uraufführung erfolgte am 22. September 1933 im Berliner Gloria-Palast.
Alternativer Titel:  Die schönen Tage in Aranjuez. In Österreich lief der Film auch unter dem Titel Ein Traum von Glück.

## Hollywood-Remake
Der Stoff wurde zwei Jahre später in Hollywood von Frank Borzage unter der künstlerischen Oberleitung von Ernst Lubitsch erneut
verfilmt.
In Perlen zum Glück (Desire) spielt Marlene Dietrich die Rolle der schönen Juwelendiebin. An ihrer Seite als Liebhaber Gary Cooper.
Diese Rolle wurde im deutschen Film von Wolfgang Liebeneiner gespielt. In der französischen Version war Brigitte Helms Partner der junge Jean Gabin, mit dem sie insgesamt drei Filme drehte.
Interessant ist der Vergleich des deutschen Films mit dem Hollywood-Remake insofern als der US-amerikanische Film gänzlich andere Akzente setzt. Zum
einen ist die Ausstattung des US-Films ganz im Art-déco-Stil gehalten. Marlene Dietrichs Kostüme von Travis Banton sind elegant und an Glamour kaum zu überbieten. Die Chemie zwischen der Dietrich und Gary Cooper ist atemberaubend und der Fokus liegt ganz auf der Liebesgeschichte, die dann selbstredend auch ein echtes Happy End à la Hollywood erfordert. Die geläuterte Hochstaplerin landet im sicheren Hafen der Ehe mit ihrem amerikanischen Mister Right.
Während auf die Betrügerin in der UFA-Version am Schluss das Gefängnis wartet und die schönen Tage von Aranjuez nur ein geplatzter Traum vom Glück sind.

## Französische Version
Johannes Meyer drehte gleichzeitig eine französische Version des Films unter dem Titel Adieu les beaux jours. Sie lief im November 1933 als Erstaufführung in Paris an und gilt derzeit als verschollen. André Beucler assistierte Meyer bei der Regie und wirkte auch an der französischen Fassung des Drehbuchs mit. Der technische Stab war identisch, die Besetzung der Schauspieler sah wie folgt aus:
- Brigitte Helm: Olga (spielt auch in der deutschen Version)
- Jean Gabin: Pierre
- Henri Bosc: Alexandre
- Julien Carette: Fred
- Lucien Dayle: Le bijoutier Derzan
- Henri Vilbert: Le professeur Ronnay
- André Nicolle: Le commissaire Marlé
- Paul Fromet: Le père Gaston
- Ginette Leclerc: Marietta
- Thomy Bourdelle: Le commissaire Domprel
- Mireille Balin: Une jeune fille
- Maurice Rémy: Un carabinier

## Rezeption
Die schönen Tage von Aranjuez wurde von der zeitgenössischen Presse überwiegend positiv aufgenommen und war auch dank der französischen Version ein internationaler Publikumserfolg.
Die Fachzeitschrift Der Kinematograph zeigte sich begeistert von den „hübschen Landschaftsaufnahmen“. Die Hauptdarsteller überzeugen ebenfalls: „Brigitte Helm bringt das Gehetzte und Nervöse einer Abenteurerin, die sich nicht einen Augenblick vor den Häschern sicher ist, ausgezeichnet zum Ausdruck. Sie gibt auch den Gegensatz, die wenigen Stunden des Glücks, künstlerisch stilsicher wieder. Gustaf Gründgens spielt den Hochstapler Alexander mit der ihm für solche Rollen eigenen metallenen Schärfe. Aber ein knapper Dialog mit der Helm, worin er sie vor der Liebe warnt, geht über seine bisherige Darstellungskunst hinaus in das Gebiet der Menschendeutung.“
Anlässlich der US-amerikanischen Erstaufführung des Films in der französischen Sprachfassung lobte auch die New York Times die hervorragenden Landschaftsaufnahmen: Delightful scenes of the countryside of France and Spain, as well as of Biarritz, San Sebastian and other interesting places, furnish an ideal setting for “Adieux Les Beaux Jours” (“Goodbye, Happy Days”), the entertaining French-language film. Brigitte Helms mühelose Mehrsprachigkeit zeichne sie als wahrhaft internationale Künstlerin aus: In this fairly complicated tale of romance and thievery de luxe the comely Brigitte Helm, whose fluency in several languages justifies the label of “artiste internationale”, is the pawn of a band of “high-class” crooks engaged in stealing jewelry in one country and selling it in another. […] Miss Helm's excellent work holds one's interest to the rather delayed ending. Just why Miss Helm almost always half closes her eyes when talking probably is a technical secret. The supporting cast is highly competent.